# American saddlebred
American saddlebred är en hästras från USA som tidigare kallades kentucky saddler. Den användes ursprungligen som jordbruks- och transporthäst men används numera till ridning, uppvisningar och körning. Det finns även en färgvariant kallad golden american saddlebred som alltid är isabell. American Saddlebred är en gångartshäst (gaited), vilket innebär att den utöver de normala gångarterna skritt, trav och galopp även har extra gångarter, och Saddlebred-hästarna tävlas ofta i showridning där dessa specifika gångarter visas upp. American Saddlebred är även officiellt USA:s nationalras.

## Historia

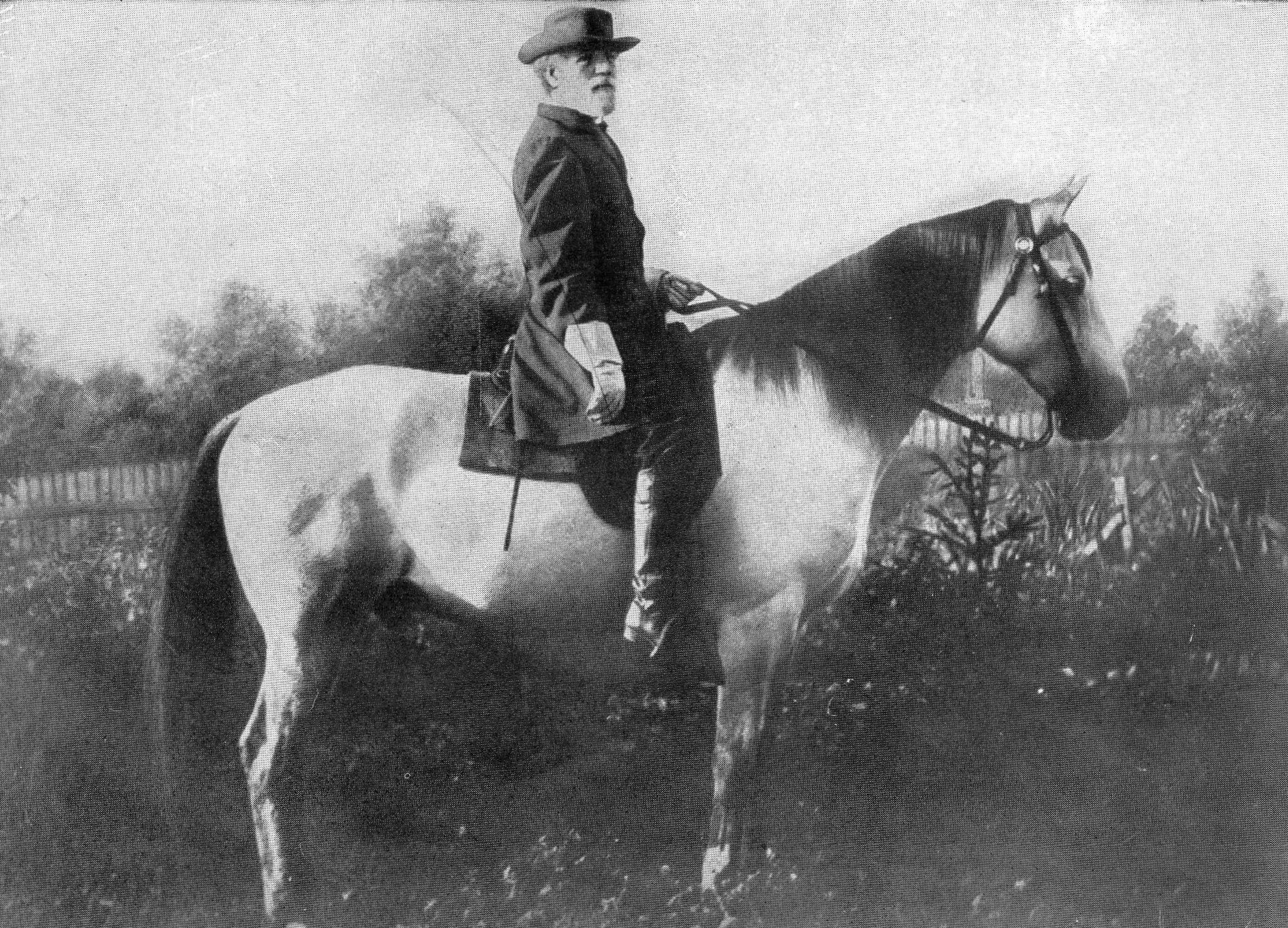
Generalen Robert E. Lees berömda krigshäst Traveler var en amerikansk häst, en av föregångarna till dagens moderna Saddlebredhästar.

American saddlebred har sitt ursprung bland annat i Narragansett Pacer, som var en arbetshäst på plantagerna i Rhode Island, och även i den kanadensiska pacer-hästen. Båda dessa hästraser var så kallade gångartshästar och hade alltså flera än de naturliga gångarterna skritt, trav och galopp. Båda dessa hästar används främst på plantager och odlingar i både USA och Kanada.
Även de hästar som britterna hade med sig från England under kolonitiden på 1600-talet användes i utvecklingen av plantagehästarna. Bland annat de utdöda gallowayponnyerna, en mycket snabb liten ponny som även fanns med i utvecklingen av det engelska fullblodet, samt irländska hobbyhästar användes i stor utsträckning. 
Under 1700-talet blev dock många av plantagehästarna överflödiga. Vägarna utvecklades i kolonierna och nu krävde man en häst som inte bara kunde användas i odlingarna och vara bekväma att rida, de skulle även kunna användas som körhästar. Plantagehästarna förfinades och förbättrades efter hand med inkorsningar av Morganhästar och engelska fullblod som importerats under början av 1700-talet. Från dessa raser fick Saddlebredhästen sitt något ädlare utseende och sina fina rörelser. Norfolktravare blandades sedan in för att rasen skulle få sitt karaktäristiska körhästsutseende och ytterligare bättre rörelser. 
År 1776 blev dessa korsningar officiellt erkända som en definitiv egen typ som gick under namnet Amerikansk häst. Dessa amerikanska hästar användes på plantagerna, som ridhästar, körhästar samt inom armén som kavallerihästar. Under amerikanska revolutionen började man byta ut sina hästar och när man besegrade britterna i South Carolina under det amerikanska revolutionskriget använde man sig uteslutande av den amerikanska hästen. Den amerikanska hästen användes även under kriget mot britterna och det allierade Indien år 1812. Då hade pionjärerna fört med sig hästarna till Kentucky. 
Efter kriget år 1812 blev uppfödningen av så kallade Saddlehästar, eller den amerikanska hästen mestadels förlagd i Kentucky. Hästarna kallades även kentucky saddler och användes nu främst som jordbrukshäst och transporthäst till de rika i Södern. Saddle-hästarna spelade även en stor roll i bosättningen av resten av södern, exempelvis i Tennessee och Missouri där man också började avla och utveckla Saddlebred-hästarna. År 1817 hölls den första dokumenterade hästshowen i Lexington i Kentucky där uppfödarna från de olika staterna fick sina hästar bedömda. Dock har det funnits liknande shower förut, dock ingen som helt uteslutande var för Saddlebredhästar. 
På grund av det ökande intresset för rasen började uppfödarna be om ett register för rasen så att man kunde hålla koll på avelsmaterialet. Under 1880-talet började Charles F. Mills i Springfield, Illinois att samla ihop stamtavlor och att sätta upp regler för ett register. Den 7 april 1891 kallade "The Farmers Home Journal", en tidning med sitt säte i Louisville, Kentucky, till ett möte för att organisera den första föreningen för rasen. Föreningen blev den allra första rasföreningen i USA och var även först i världen med registrering av den här typen. Stamboken från den här tiden gäller fortfarande då den har varit helt stängd för utomstående blod sedan föreningen startades.
Idag är Saddlebred-hästen en av de mest populära hästraserna i USA med runt 3000 nyregistrerade hästar per år. American Saddlebred räknas officiellt som USA:s nationalras.

## Egenskaper

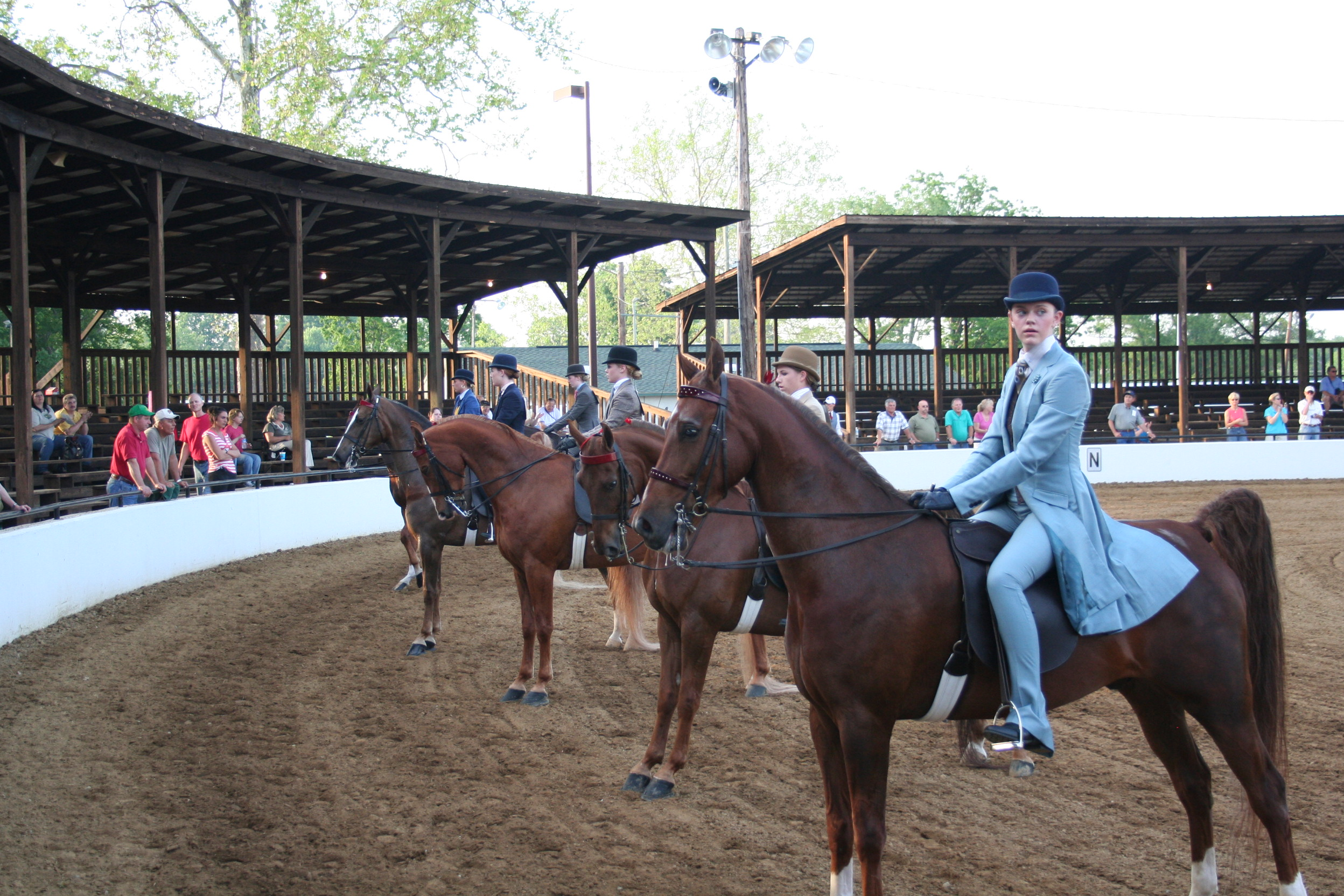
Uppvisning med american saddlebred-hästar på Boone County Fair i Kentucky.

American Saddlebredhästen är en välproportionerlig häst med raka, välformade ben. Nacken är lång och lätt böjd. Ryggen är stark och hålls rak vid rörelse och revbenen är väl rundade. Huvudet är ädelt med stora ögon och en rak eller ibland väldigt lätt utåtbuktande nosprofil. Saddlebredhästarna kan ha alla färger utom tigrerad men är ofta fuxar eller linfuxar. Mankhöjden ligger i regel runt 150–160 cm men i enstaka fall kan de vara så små som 148 och ända upp till 170 cm.
American saddlebred-hästar är kända för att vara bekväma att rida, mycket bra arbetshästar och används mycket inom uppvisningar och utställningar. American Saddlebred finns som femgångare med två extra gångarter utöver de vanliga tre, skritt, trav och galopp. De extra gångarterna är Slowgait som är en fyrtaktig töltliknande passgång och rack som är en mycket snabb, även den fyrtaktig gångart, fast med mycket höga knälyft. 
Rasen har fått ett lite dåligt rykte bland ridsportutövare att den bara skulle vara en uppvisningshäst och en del betraktar den som alltför konstlad men rasen är en utmärkt rid- och körhäst som är populär inom alla sammanhang i hästsporten. Idag används rasen dock främst för ridning och det är väldigt sällan som dessa hästar används inom jordbruk eller på plantager där de hade sitt ursprung.

## Half-Saddlebred
1971 startades "The Half Saddlebred Registry of America" av Roberta Nye Busch. Det var ett speciellt register för att ta vara på och kunna registrera hästar som var lyckade resultat av korsningar mellan American saddlebred och andra raser. Hon fick själv idén efter att många ville betäcka sina ston med hennes hingst Flying Eagle Peavine 32802, även ston av andra raser. 1996 ansökte hon om att "American Saddlebred Horse Association skulle bli officiell administratör för detta program. 15 juli 1996 blev Half Saddlebred registret officiellt en del av ASHA. 
American saddlebredhästarna har alltid korsats med hästar av andra raser och är känd för att avkommorna brukar bli mycket bra hästar som även ärver Saddlebredhästens gångarter. Utseendet på dessa hästar varierar väldigt mycket eftersom alla korsningar är tillåtna, men däremot finns det några guidelinjer som man går efter. 
- En av föräldrarna måste vara en registrerad rasren American Saddlebred
- En graciös kroppsbyggnad är att föredra, men inte obligatorisk.
- Bogen och bringan bör vara muskulös.
- Benen bör vara starka med tåliga, friska leder.

Idag finns det registrerade Saddlebredkorsningar i USA, Kanada, Frankrike och Tyskland. 